# Aznavour 2000
 (mars 2025).
Albums de Charles Aznavour
Palais des congrès 97/98
(1999) Palais des congrès 2000
(2001)
Singles
1. Dans tes bras
Sortie : 2000
2. Quand tu m'aimes
Sortie : 2000

Aznavour 2000 est le 44e album studio français de Charles Aznavour. Il est sorti en 2000.

## Liste des chansons
| No  | Titre                                        | Auteur | Durée |
| --- | -------------------------------------------- | ------ | ----- |
| 1.  | Le jazz est revenu                           |        |       |
| 2.  | Qu'avons-nous fait de nos vingt ans ?        |        |       |
| 3.  | Dans tes bras                                |        |       |
| 4.  | Elle a le swing au corps                     |        |       |
| 5.  | Quand tu m'aimes                             |        |       |
| 6.  | Je ne savais pas                             |        |       |
| 7.  | J'ai peur                                    |        |       |
| 8.  | Habillez-vous                                |        |       |
| 9.  | On m'a donné                                 |        |       |
| 10. | La formule Un                                |        |       |
| 11. | Après l'amour                                |        |       |
| 12. | De la scène à la Seine (En hommage à Dalida) |        |       |
| 13. | Nos avocats                                  |        |       |
| 14. | Je danse avec l'amour                        |        |       |